# Aßling

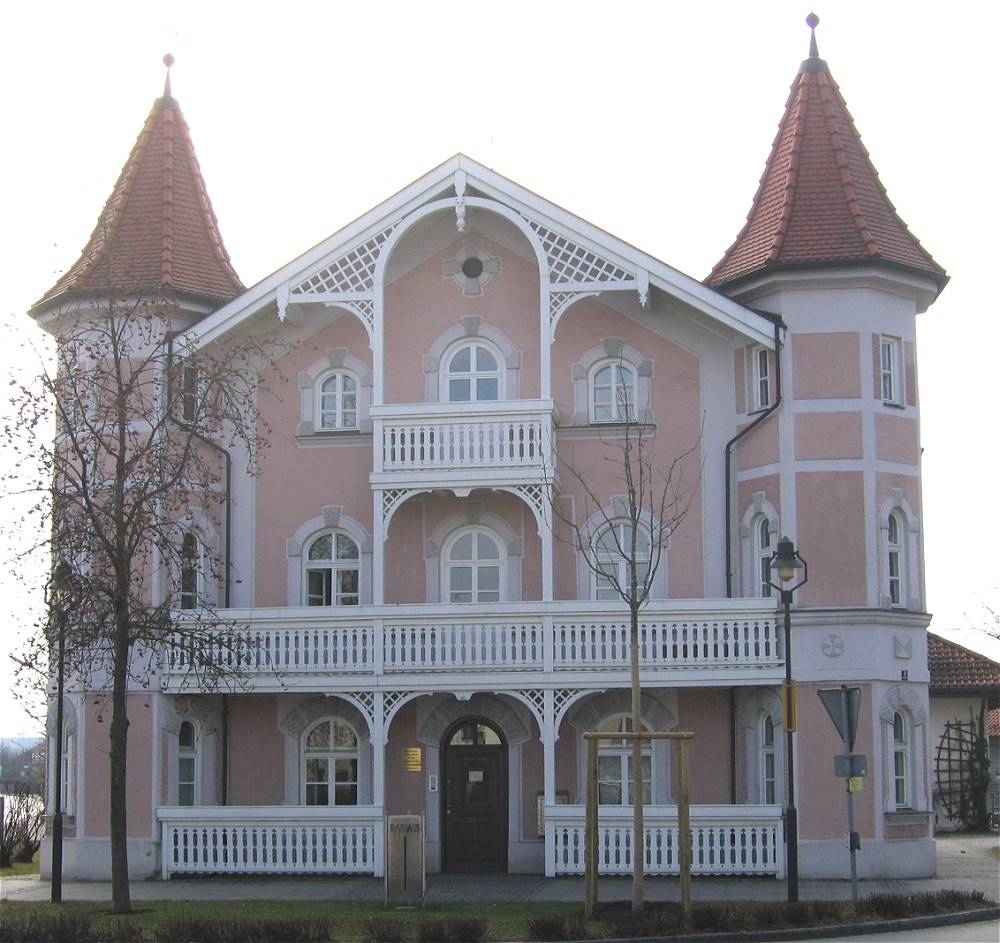
Rathaus

Aßling ist eine etwa 4500 Einwohner zählende Gemeinde und ein Pfarrdorf im oberbayerischen Landkreis Ebersberg. Zusammen mit den Gemeinden Emmering und Frauenneuharting bildet sie die etwa 7600 Einwohner zählende Verwaltungsgemeinschaft Aßling.

## Geographie

### Lage
Die Gemeinde liegt im Atteltal im Voralpenland und wird vom Flüsschen Attel durchflossen. Der Bereich um die Attel herum ist Teil des Rosenheimer Beckens, dem Grund des ehemaligen Rosenheimer Sees,  eines Sees, der sich im Zungenbecken aus dem abschmelzenden Inn-Gletscher am Ende der Würm-Eiszeit in der Gegend um Rosenheim bildete. Die Gemeinde befindet sich im Einzugsbereich der etwa 40 Kilometer entfernten Landeshauptstadt München direkt an der Bahnstrecke München–Rosenheim mit eigener Bahnstation. Nach Grafing sind es sieben Kilometer, nach Ebersberg elf Kilometer, nach Wasserburg am Inn 23 Kilometer und nach Rosenheim 20 Kilometer. Allerdings gibt es in der Umgebung von Aßling keine Schnell- oder Bundesstraßen.
Eine Besonderheit ist, dass sich nördlich von Aßling der 48. nördliche Breitengrad und der 12. östliche Längengrad schneiden. Diese Stelle ist mit einem Findling markiert.

### Gemeindegliederung
Es gibt 35 Gemeindeteile (in Klammern ist der Siedlungstyp angegeben):
- Adelpolt (Einöde)
- Ametsbichl (Einöde)
- Aßling (Pfarrdorf)
- Ast (Einöde)
- Bichl (Einöde)
- Dorfen (Kirchdorf)
- Haar (Weiler)
- Hainza (Einöde)
- Hochreit (Weiler)
- Holzen (Weiler)
- Längholz (Dorf)
- Langkofen (Weiler)
- Loitersdorf (Kirchdorf)
- Lorenzenberg (Kirchdorf)
- Martermühle (Weiler)
- Niclasreuth (Kirchdorf)
- Niederreit (Dorf)
- Obereichhofen (Dorf)
- Obstädt (Weiler)
- Osterwald (Einöde)
- Pausmühle (Einöde)
- Pfadendorf (Weiler)
- Pörsdorf (Dorf)
- Pürzelberg (Einöde)
- Rammel (Einöde)
- Setzermühle (Einöde)
- Siglmühle (Einöde)
- Sixtenreit (Einöde)
- Sonnenreit (Weiler)
- Steinkirchen (Kirchdorf)
- Stelzenreit (Einöde)
- Tegernau (Einöde)
- Thaldorf (Einöde)
- Untereichhofen (Dorf)
- Wollwies (Einöde)

Es gibt die Gemarkungen Aßling und Loitersdorf.

### Natur
Folgende Schutzgebiete berühren das Gemeindegebiet:
- Landschaftsschutzgebiet LSG "Dobelgebiet und Atteltal im Gebiet der Stadt Grafing bei München und der Gemeinde Aßling (LSG-00382.01)
- Landschaftsschutzgebiet LSG "Steinsee, Moosach, Doblbach, Brucker Moos und Umgebung" (LSG-00406.01)
- Fauna-Flora-Habitat-Gebiet Kupferbachtal, Glonnquellen und Gutterstätter Streuwiesen (8037-371)

## Toponymie
Die Entwicklung des Ortsnamens im Laufe der Zeit:
- 778: Azzalinga
- 1322: Azlingen
- 1327: Aezlingen
- 1501: Ässling
- 1750: Astling
- 1814: Ahsling
- 1900: Assling
- 1948: Aßling

Es liegt der althochdeutsche Personenname Azzilo oder Azala mit -ing-Suffix zugrunde (‚Siedlung des Azzilo/der Azala‘).

## Geschichte

### Frühere Geschichte
Das Dorf Aßling wurde am 18. September 778 als Azzalinga erstmals urkundlich erwähnt.

Auf dem Büchsenberg stand eine Burg, von der heute jedoch nur noch der Burgstall erhalten ist. 
Im 10. Jahrhundert marschierten ungarische und im 17. Jahrhundert schwedische Truppen ins Atteltal nach Aßling ein.
Der Ort gehörte zum Rentamt München und zum Landgericht Schwaben des Kurfürstentums Bayern. Aßling war Sitz einer Hauptmannschaft. Durch das Gemeindeedikt von 1818 entstand die Ruralgemeinde Aßling mit den Gemeindeteilen Adelpolt, Ametsbichl, Aßling, Ast, Bichl, Haar, Holzen, Längholz, Langkofen, Martermühle, Niclasreuth, Obstädt, Osterwald, Pörsdorf, Pürzelberg, Rammel, Sixtenreit, Sonnenreit, Steinkirchen, Stelzenreit, Tegernau, Thaldorf und Wollwies.
Am Böhmischen Feldzug im Rahmen des Deutschen Krieges nahmen 21 Soldaten aus Aßling teil, die jedoch alle überlebten. Auch überlebten alle 41 Soldaten aus Aßling, die am Deutsch-Französischen Krieg teilnahmen.

### 20. und 21. Jahrhundert
Im Ersten Weltkrieg fielen 46 Soldaten aus Aßling.
In den Jahren 1927 bis 1934 kam es zu einer Serie von Brandstiftungen. Insgesamt wurden acht Gebäude angezündet. Die Taten wurden, trotz intensiver Ermittlungen der Kriminalpolizei, niemals aufgeklärt.
Am 29. Juni 1939 kommt es im Ortsteil Dorfen zu einem Flugunfall. Ein Pilot der Wehrmacht vom Fliegerhorst Bad Aibling führt waghalsige Flugkunststücke durch, um seiner in der Nähe arbeitenden Geliebten zu imponieren. Dabei verliert er die Kontrolle über sein Flugzeug und tötet zwei Schulkinder, die dem Spektakel beiwohnten. Zwei weitere Kinder werden schwer verletzt.
Während des Zweiten Weltkrieges fielen auch in Aßling Bomben. Am 20. und 21. April 1945 wurden der Bahnhof, die Bahnstrecke, sowie Teile des Bahnhofsviertels bombardiert. Während des Angriffs wurden etwa 56 Bomben abgeworfen.
Am 2. Mai 1945 marschierten US-Truppen in Aßling ein, ohne jedoch Zerstörung zu hinterlassen.
Am 7. Mai 1945 kamen drei Kinder auf dem Kirchplatz beim Hantieren mit Eierhandgranaten ums Leben.
Im Zweiten Weltkrieg fielen insgesamt 108 Soldaten aus Aßling und von Heimatvertriebenen, die sich in Aßling niederließen. Weitere 64 Soldaten gelten als vermisst.

Am 16. Juli 1945 kam es auf der Bahnstrecke München–Rosenheim bei Aßling zu einem schweren Zugunglück. Auf einen wegen eines Lokschadens auf der Strecke liegen gebliebenen Zug fuhr ein Güterzug auf. Es waren 102–106 Tote zu beklagen. 
Die vollständige Kanalisierung Aßlings wurde Mitte der 1960er Jahre in Angriff genommen. 1976 ging eine vollbiologische Kläranlage in Betrieb.
Seit 1971 ist der Segelflugplatz Antersberg an der Grenze zu Tuntenhausen in Betrieb. Ursprünglich stammt der Segelfliegerclub aus Neubiberg. Dieser musste jedoch aufgrund des wachsenden Flugverkehrs am alten Flughafen München-Riem schließlich umsiedeln. 1981 wurde der Segelflugplatz um eine Flugzeughalle ergänzt und später um eine Werkstatt.
Am 1. Mai 1979 wurde Aßling zum Kleinzentrum im Sinne des Bayerischen Landesentwicklungsprogramms ernannt.
Von 1964 bis in die 1990er Jahre hinein wurde westlich von Aßling durch die Preussag AG Erdöl gefördert. Am nahe gelegenen Bahnhof Aßling wurde eine Ölverladestation errichtet. Nach der Einstellung der Erdölförderung wurden sowohl die Ölverladestation als auch die Förderanlagen abgerissen. Auf dem ehemaligen Fördergelände wurde ein Gewerbegebiet eingerichtet, welches heute in Anlehnung an die Erdölförderung den Namen Am Ölfeld trägt.
Der Name des Gemeindeteils Siegelmühle wurde durch Bescheid des Landratsamts Ebersberg vom 11. April 2013 in Siglmühle geändert.
Seit 2014 entsteht am südwestlichen Ortsrand von Aßling das neue Gewerbegebiet Rosenheimer Straße, welches eine Erweiterung des bestehenden Gewerbegebietes Am Schwartlinggraben ist. Seit 2018 wird das Gewerbegebiet Am Ölfeld erweitert.
Aktuell (Dezember 2020) ist ein größeres Neubaugebiet nördlich der Glonner Straße in Planung.

### Eingemeindungen
Am 1. Mai 1978 wurde im Zuge der Gemeindegebietsreform die Gemeinde Loitersdorf mit den Orten Loitersdorf, Dorfen, Hainza,  Lorenzenberg, Obereichhofen, Pausmühle, Pfadendorf, Setzermühle, Siglmühle und Untereichhofen eingegliedert.

### Bevölkerungsentwicklung
Zwischen 1988 und 2018 wuchs die Gemeinde von 3437 auf 4521 um 1084 Einwohner bzw. um 31,5 %.
| Jahr      | 1840 | 1871 | 1900 | 1925 | 1939 | 1946 | 1961 | 1970 | 1978 | 1979 | 1987 | 1989 | 1991 | 1995 | 1999 | 2005 | 2007 | 2008 | 2009 | 2010 | 2011 | 2012 | 2013 | 2014 | 2015 | 2016 | 2017 | 2018 | 2019 | 2020 |
| Einwohner | 744  | 905  | 960  | 1254 | 1260 | 1926 | 2101 | 2461 | 2440 | 3117 | 3319 | 3536 | 3648 | 3755 | 4031 | 4282 | 4258 | 4265 | 4304 | 4299 | 4252 | 4302 | 4328 | 4389 | 4438 | 4507 | 4532 | 4521 | 4529 | 4554 |

1. ↑  Der sprunghafte Anstieg der Einwohnerzahl zwischen 1978 und 1979 ist auf die Eingemeindung der Gemeinde Loitersdorf zurückzuführen.
2. ↑  Bevölkerungszahl wurde nach Ergebnissen des Zensus 2011 nach unten korrigiert. Alle Zahlen ab 2011 basieren auf den Ergebnissen des Zensus 2011.

## Politik

### Gemeinderat
Seit der letzten Gemeinderatswahl am 15. März 2020 verteilen sich die 16 Sitze des Gemeinderats folgendermaßen auf die einzelnen Gruppierungen:
- CSU: 5 Sitze
- UNL: 4 Sitze
- Freie Wähler: 2 Sitze
- SPD: 2 Sitze
- GRÜNE: 3 Sitze

### Bürgermeister
Erster Bürgermeister war bis zu seinem Tod am 20. Mai 2013 Werner Lampl (CSU). Aufgrund des Ausscheidens seines Amtsvorgängers aus gesundheitlichen Gründen war Lampl im Jahr 2004 ohne gleichzeitige Kommunalwahl gewählt worden. Am 26. September 2010 war Lampl mit 66,77 % der Stimmen erneut zum Bürgermeister gewählt worden. Der gemeinsame Kandidat von SPD und Grünen, der damalige Landesschatzmeister der bayerischen Grünen, später Bundesschatzmeister  von Bündnis 90/Die Grünen, Benedikt Mayer, hatte 33,23 % der Stimmen erhalten. Franz Hilger ist zweiter und Ernst Sporer-Fischbacher dritter Bürgermeister. Nach dem Tod Lampls führte der stellvertretende Bürgermeister Franz Hilger (CSU) dessen Amt kommissarisch weiter.
Seit dem 22. September 2013 ist Hans Fent (Freie Wähler/Grüne/SPD) erster Bürgermeister von Aßling. Am 15. März 2020 wurde er mit 90,76 % der Stimmen wiedergewählt.
1. Bürgermeister der Gemeinde Aßling seit 1837 (mit Lücken):
| 1. Bürgermeister der Gemeinde Aßling seit 1837 (mit Lücken) | 1. Bürgermeister der Gemeinde Aßling seit 1837 (mit Lücken) | 1. Bürgermeister der Gemeinde Aßling seit 1837 (mit Lücken) | 1. Bürgermeister der Gemeinde Aßling seit 1837 (mit Lücken) | 1. Bürgermeister der Gemeinde Aßling seit 1837 (mit Lücken) |
| Name                                                        | Amtszeit                                                    | Lebensdaten                                                 | Partei                                                      | Anmerkungen                                                 |
| ----------------------------------------------------------- | ----------------------------------------------------------- | ----------------------------------------------------------- | ----------------------------------------------------------- | ----------------------------------------------------------- |
| Bartholomäus Weber                                          | 1837–1849                                                   | 1802–1876                                                   |                                                             |                                                             |
| Isidor Wimmer                                               | 1875–1882                                                   | 1837–1891                                                   |                                                             |                                                             |
| Bartholomäus Maier                                          | 1882–1888                                                   | 1839-1905                                                   |                                                             |                                                             |
| Friedrich Kappelsberger                                     | 1888–1899                                                   | 1850–1908                                                   |                                                             |                                                             |
| Josef Heilmann                                              | 1899–1919                                                   | 1850–1922                                                   |                                                             |                                                             |
| Josef Maierbacher                                           | 1919–1929                                                   | 1868–1932                                                   |                                                             |                                                             |
| Franz Heilmann                                              | 1929–1935                                                   | 1878–1954                                                   |                                                             |                                                             |
| Michael Rottmayr                                            | 1935–1945                                                   | 1896–1977                                                   |                                                             | 1960–1972 nochmals 1. Bürgermeister von Aßling              |
| Leonhard Ampletzer                                          | 1945–1948                                                   | 1887–1951                                                   |                                                             |                                                             |
| Gregor Mayr                                                 | 1948–1960                                                   | 1889–1965                                                   |                                                             |                                                             |
| Michael Rottmayr                                            | 1960–1972                                                   | 1896–1977                                                   |                                                             | bereits 1935–1945 1. Bürgermeister von Aßling               |
| Hans Lebmeier                                               | 1972–1996                                                   | 1929–2003                                                   | CSU                                                         | Verfasser zahlreicher heimatgeschichtlicher Bücher          |
| Hans Kastenmüller                                           | 1996–2004                                                   | 1941–2016                                                   | CSU                                                         | Amtsaufgabe aus gesundheitlichen Gründen                    |
| Werner Lampl                                                | 2004–2013                                                   | 1962–2013                                                   | CSU                                                         | im Amt verstorben († 20. Mai 2013)                          |
| Hans Fent                                                   | seit 2013                                                   | * 1962                                                      | parteilos                                                   | Wahlvorschlag von Freie Wähler, Grüne und SPD               |

### Wappen
|                         | Blasonierung: „In Blau ein sechsspeichiges silbernes Rad, beiderseits und unten begleitet von je einer silbernen Blume mit goldenem Butzen.“ |
| Wappenführung seit 1952 | |

## Wirtschaft und Infrastruktur

### Wirtschaft einschließlich Land- und Forstwirtschaft
Es gab 2016 im Bereich der Land- und Forstwirtschaft 5 (1998: 11, 2013: 7), im produzierenden Gewerbe 210 (1998: 182, 2013: 193) und im Bereich Handel und Verkehr 203 (1998: 122, 2013: 197) sozialversicherungspflichtig Beschäftigte am Arbeitsort. In sonstigen Wirtschaftsbereichen waren am Arbeitsort 170 (1998: 159, 2013: 157) Personen sozialversicherungspflichtig beschäftigt. Sozialversicherungspflichtig Beschäftigte am Wohnort gab es insgesamt 1735 (1998: 1240, 2013: 1636). Im verarbeitenden Gewerbe gab es 2 Betriebe (1998: 0, 2013: 1), im Bauhauptgewerbe 4 Betriebe (1998: 9, 2013: 6). Zudem bestanden im Jahr 2010 66 (1999: 97) landwirtschaftliche Betriebe mit einer landwirtschaftlich genutzten Fläche von 1661 ha (1999: 1720 ha). Davon waren 572 ha (1999: 480 ha) Ackerfläche und 1090 (1999: 1240 ha) Dauergrünfläche.
Der Pendlersaldo betrug im Jahr 2016 -1147 Personen, nach -1081 Personen im Jahr 2013 -931 im Jahr 2008.
Aßling verfügt über zwei Gewerbegebiete. Das Gewerbegebiet Am Schwartlinggraben wurde in den 1980er Jahren eingerichtet. Später dann, in den 1990er Jahren, wurde das Gewerbegebiet Am Ölfeld eingerichtet, welches seit 2018 erweitert wird. Im Jahr 2014 wurde mit dem Bau des Gewerbegebietes Rosenheimer Straße begonnen, welches das bereits bestehenden Gewerbegebiet Am Schwartlinggraben in südwestliche Richtung erweitert.

### Verkehr

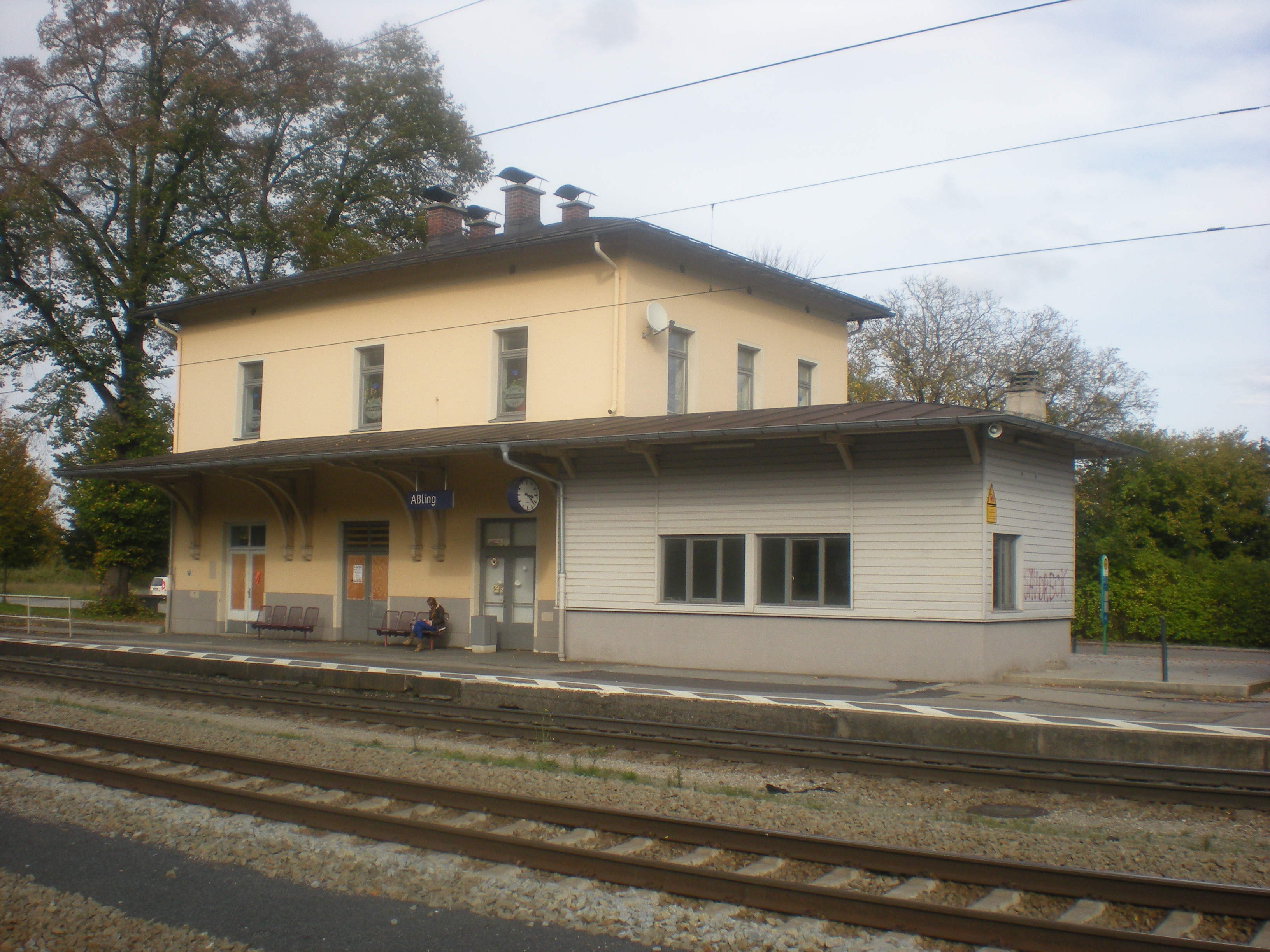
Bahnhof Aßling (Oberbay)

Durch Aßling verläuft die Bahnstrecke München–Rosenheim, an der sich der Bahnhof Aßling (Oberbay) befindet. Über 300 Züge passieren täglich diese Strecke.
Aßling liegt im Tarifgebiet des Münchner Verkehrs- und Tarifverbundes in Zone 4. Neben der Bayerischen Regiobahn wird Aßling von den MVV-Buslinien 444 und 447 bedient.
Die Hauptstrecke von München über Grafing nach Rosenheim wurde am 15. März 1871 eröffnet, wobei auch in Aßling ein Bahnhof eingerichtet wurde. Ab dem 1. Oktober 1893 war die Strecke von München bis Aßling und am 1. Mai 1894 auch zwischen Aßling und Rosenheim zweigleisig befahrbar. Bis zum 12. April 1927 wurde die Strecke elektrifiziert.
Am 11. Mai 2008 kam es bei Aßling gegen 21.30 Uhr zu einem Brand in einem Regionalzug. Dabei wurden elf Menschen verletzt.
Der Bahnhof Aßling besitzt zwei an Seitenbahnsteigen liegende Bahnsteiggleise sowie ein bahnsteigloses Gleis für die ohne Halt durchfahrenden Züge in Richtung Rosenheim. Heute wird Aßling im Stundentakt von Regionalzügen zwischen München und Kufstein bedient. In der Hauptverkehrszeit fahren zusätzliche Regionalbahnen zwischen München und Rosenheim oder Salzburg. Das Empfangsgebäude wird von der Deutschen Bahn nicht mehr benutzt und ist nicht mehr zugänglich.
Seit dem 15. Dezember 2013 wird die Linie München – Rosenheim – Kufstein von der Bayerischen Oberlandbahn betrieben.
Am Bahnhof befinden sich 200 kostenpflichtige P&R-Parkplätze.
Täglich benutzen etwa 1600 Fahrgäste den Bahnhof.

### Bildung
Im Jahr 2013 existierten folgende Einrichtungen:
- die Grund- und Mittelschule Aßling mit etwa 30 Lehrern und 500 Schülern
- drei Kindergärten: der Kindergarten St. Georg (seit 2011 im neuen Gebäude am Mitterweg), der AWO-Kindergarten Villa Kunterbunt und der Kindergarten Berger Spatzennest
- die Musikschule VHS Ebersberg
- die Gemeindebücherei, welche über einen Bestand von ca. 6000 Büchern verfügt

### Sonstige Einrichtungen
- Gemeindesaal
- Gemeindefriedhof am Mitterweg
- Freiwillige Feuerwehr Aßling (Löschzug), mit den Ortsteilfeuerwehren Loitersdorf, Niclasreuth und Pörsdorf (jeweils eine Löschgruppe)
- Dampfbahnpark
- Segelflugplatz Antersberg
- Aßlinger Tafel
- Modellflugplatz
- Katholisches Pfarrheim mit Mehrzweckräumen
- drei Sportplätze, davon zwei Fußballplätze und ein Hartplatz mit Basketballkörben und Leichtathletikbereich
- Tennisareal mit fünf Tennisplätzen
- zwei Spielplätze (Mitterweg und Lärchenweg)

## Religionen

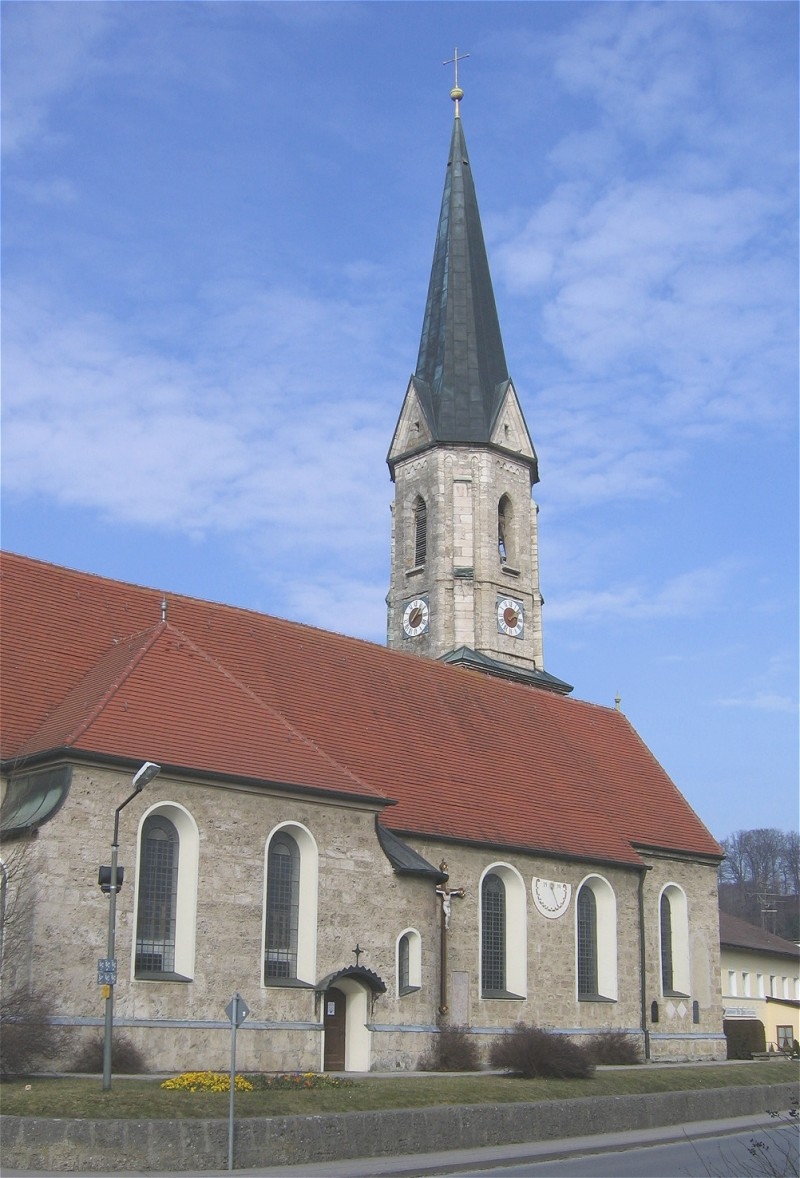
Katholische Kirche St. Georg in Aßling

Neben einer katholischen existiert auch eine protestantische Gemeinde, welche der evangelischen Kirchengemeinde Grafing – Aßling – Glonn angehört, die insgesamt circa 3.600 Mitglieder hat, von denen etwa 550 in der Verwaltungsgemeinschaft Aßling leben. Am Kreuzfeldweg befindet sich ein evangelisches Gemeindehaus, welches 1958 erbaut, 1984 erweitert und 2004 renoviert wurde.
Die größte katholische Kirche, die St.-Georg-Kirche, befindet sich im Zentrum Aßlings. Außerdem existieren in der Gemeinde Aßling noch zwei weitere Filialkirchen des Pfarrverbandes Aßling in Holzen und Niclasreuth.

## Sehenswürdigkeiten
- 2023 wurden in Adelpolt, bei Aßling 38 kupferne Spangenbarren aus der Bronzezeit gefunden.
- Rathaus
- Burg Aßling
- Pfarrkirche St. Georg; Saalbau von 1592, 1681 barockisiert[30]; 1910/11 umfangreich umgestaltet durch Joseph Elsner junior.[31]
- Kriegerdenkmal
- Kaffeemanufaktur im Ortsteil Martermühle
- Alte Linde am Kirchplatz aus dem 15. Jahrhundert
- Brunnen auf dem Kirchplatz
- Aussichtspunkt auf dem Büchsenberg
- Findling, welcher die Schnittstelle zwischen dem 48. nördlichen Breitengrad und dem 12. östlichen Längengrad markiert
- Dampfbahnpark

## Regelmäßige Veranstaltungen
- Sonnwendfeuer
- Skapulierfest
- Gemeindesportfest
- Bürgerfest
- Nachtflohmarkt
- Weihnachtsmarkt
- Wochenmarkt
- Kinderflohmarkt
- Pferderennen
- Trachten- und Gwandmarkt

## Medien
Nachrichten aus Aßling erscheinen für gewöhnlich über folgende Kanäle:
- Ebersberger Zeitung, Auflage: 10.656 (Montag bis Samstag, 2018), Regionalausgabe des Münchner Merkurs.[32]
- Ebersberger SZ, Auflage: 5.634 (Montag bis Samstag, 2018), Regionalausgabe der Süddeutschen Zeitung.[33]
- VG-Nachrichten, Auflage: 3.100 (monatlich, 2018), Mitteilungsblatt der Verwaltungsgemeinschaft Aßling.[34]

## Persönlichkeiten
- Der Vorsitzende des bayerischen Ministerrates (Position heute mit der des Bayerischen Ministerpräsidenten vergleichbar) Otto von Dandl, fand nach seiner Absetzung im Zuge der Novemberrevolution durch Kurt Eisner, Unterschlupf in Aßling.
- Der Schauspieler und Schlagersänger Rex Gildo (1936–1999) wohnte einige Jahre in der Gemeinde Aßling.
- Der Maler und Architekt Franz Holper (1862–1935) lebte von 1919 bis 1924 in der Gemeinde Aßling.
- Der Kommunalpolitiker Hermann Beham (1936–2012) wurde in der Gemeinde Aßling geboren. Er war zwischen 1978 und 1994 Landrat des Landkreises Ebersberg.
- Der Autor, Musiker und Künstleragent Simon Viktor (* 1984) wuchs in Aßling auf.

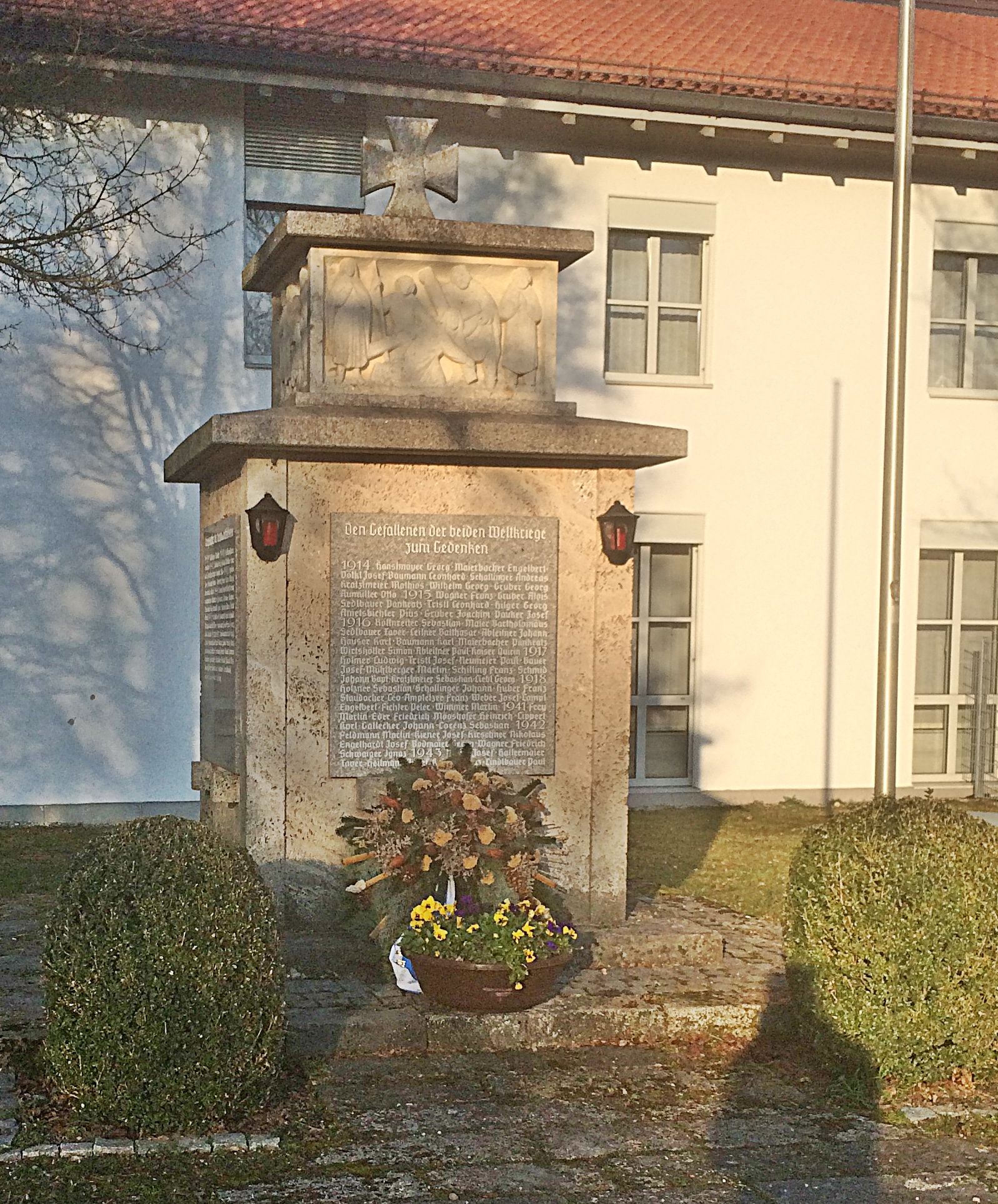
Kriegerdenkmal
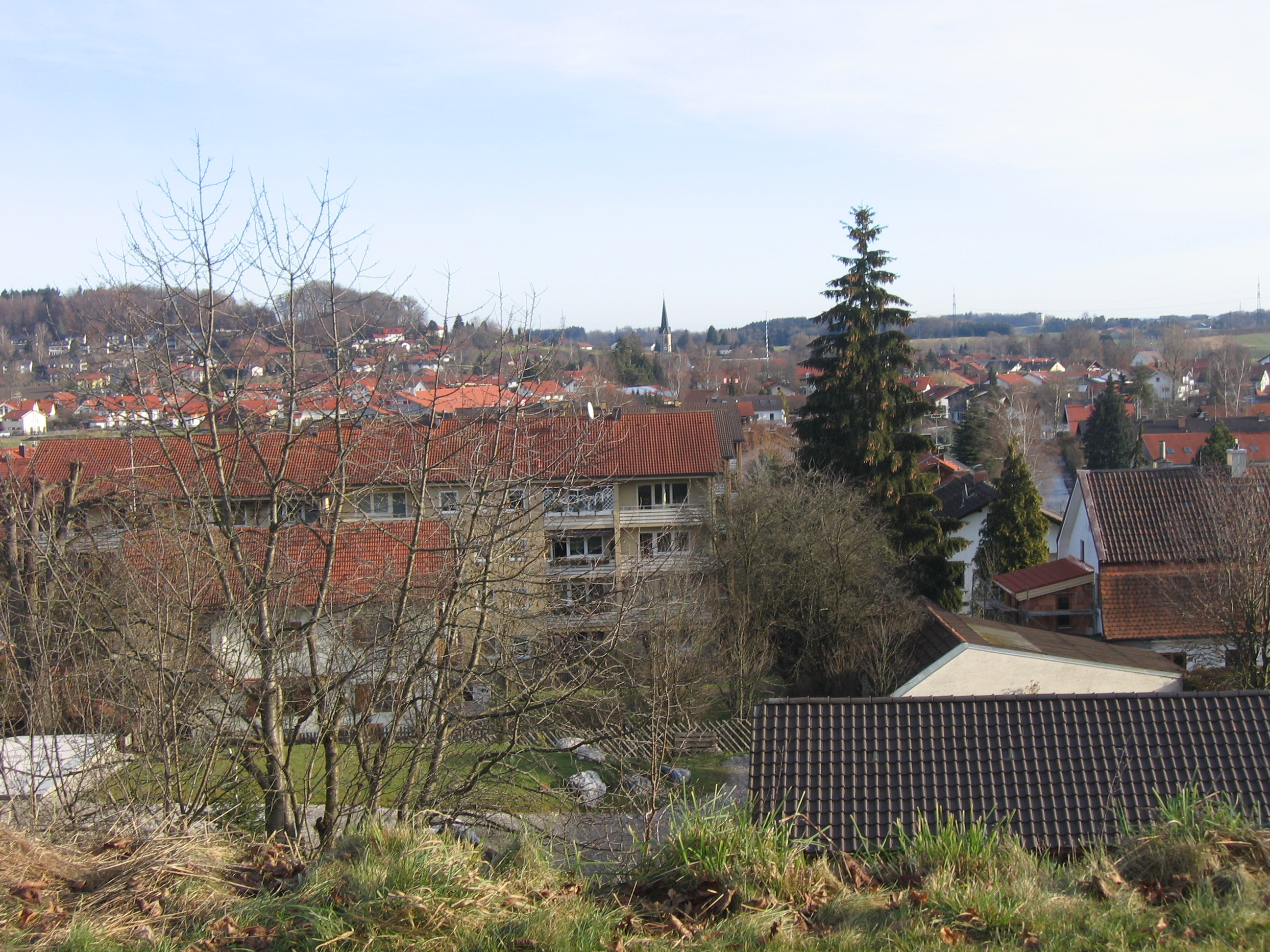
Blick auf Aßling vom Bahnberg im Jahr 2006
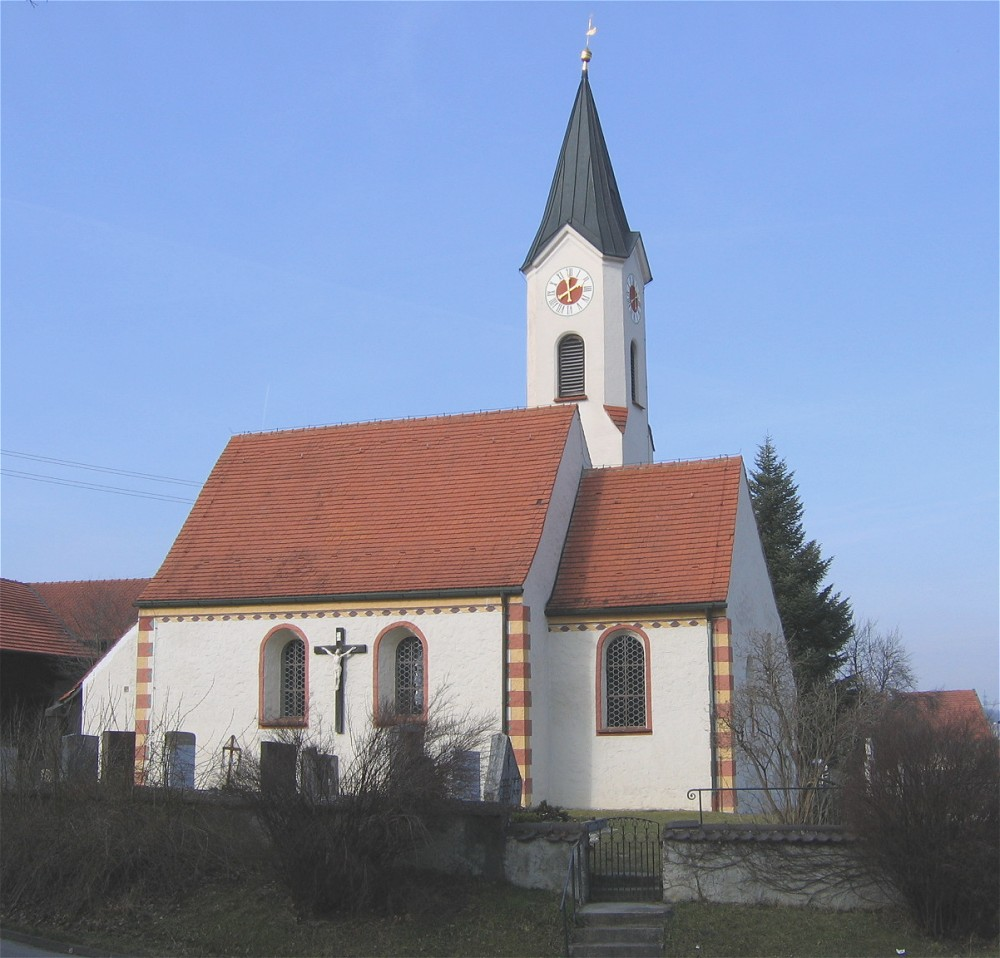
Kirche in Lorenzenberg
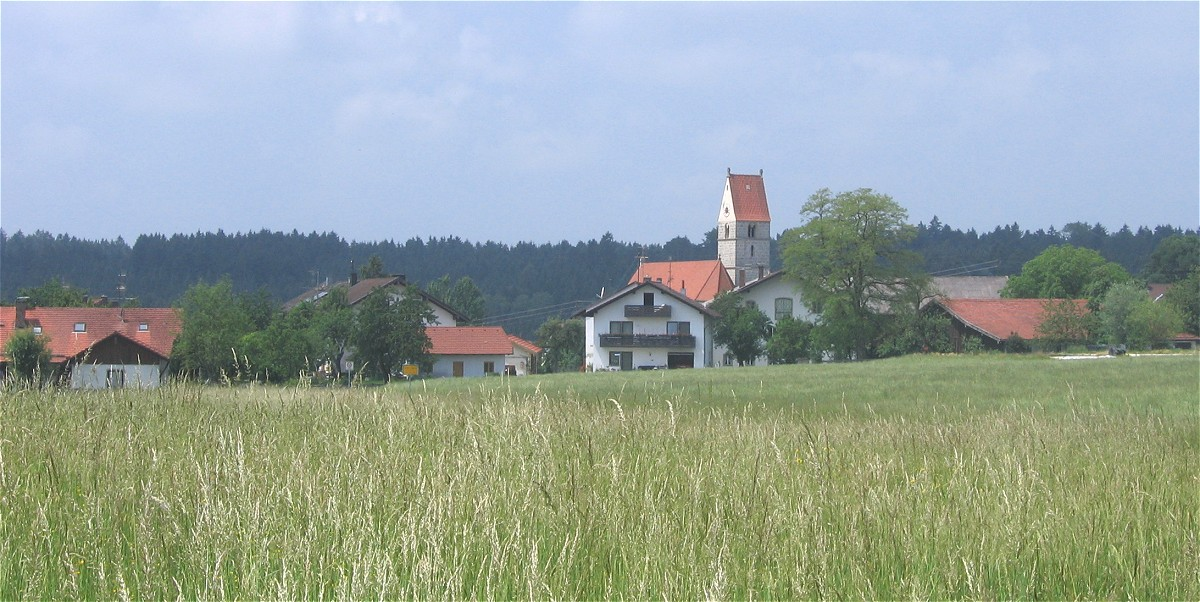
Ortsteil Dorfen
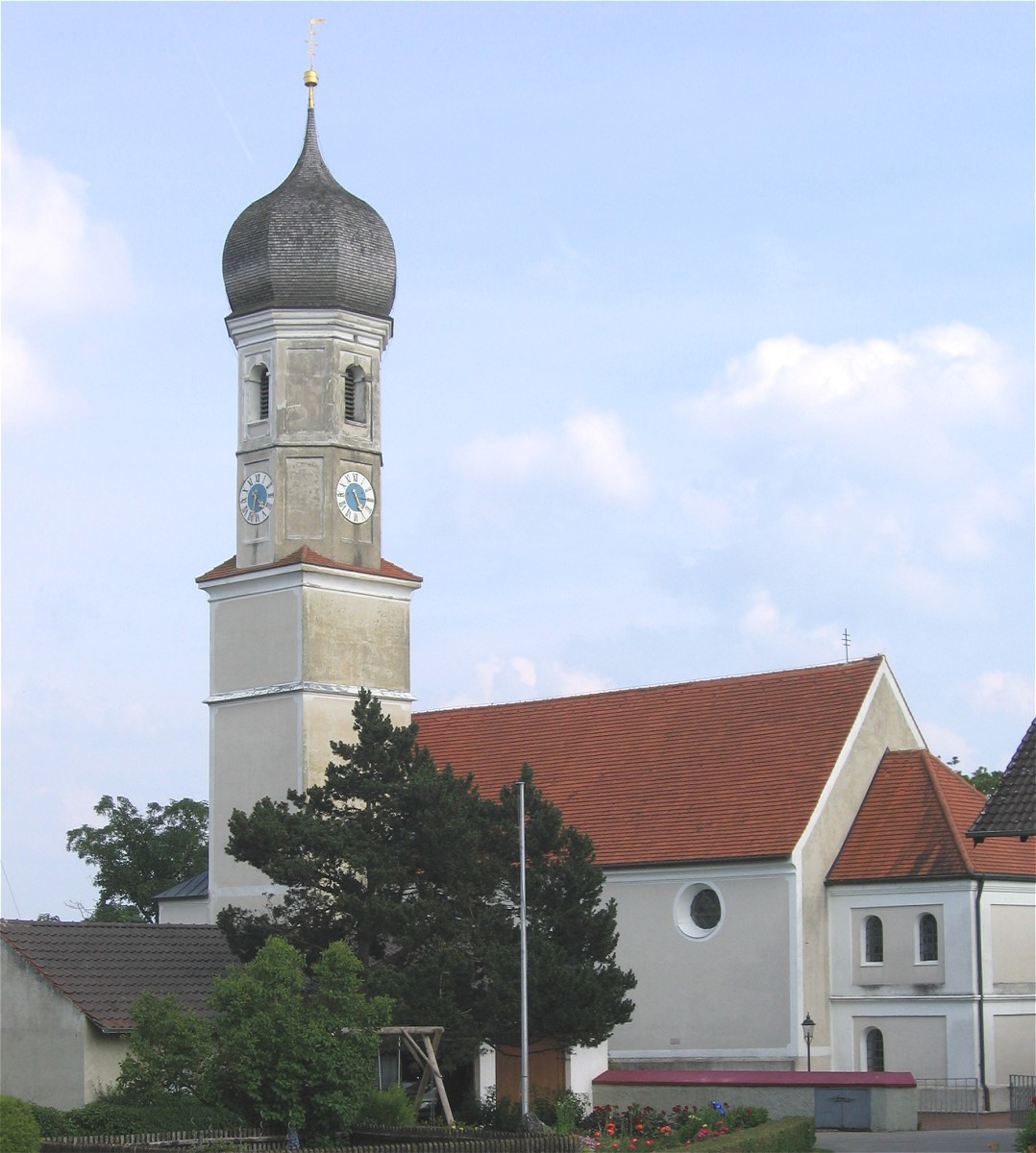
Kirche in Steinkirchen
Großer Findling, der die Schnittstelle zwischen dem 48. nördlichen Breitengrad und dem 12. östlichen Längengrad markiert